# Іван Дюпаск'є
Іван Дюпаск'є (нар. 23 листопада 1961) — колишній швейцарський тенісист.
Найвищу одиночну позицію світового рейтингу — 122 місце досяг 4 січня 1982, парну — 251 місце — 3 січня 1983 року.

## Фінали Гран-прі за кар'єру

### Одиночний розряд: 1 (0–1)
| Результат | W/L | Дата     | Турнір            | Покриття | Суперник      | Рахунок  |
| --------- | --- | -------- | ----------------- | -------- | ------------- | -------- |
| Поразка   | 0–1 | Лис 1981 | Маніла, Філіппіни | Ґрунт    | Рамеш Крішнан | 4–6, 4–6 |